# Mitchellania wallmoi
Mitchellania wallmoi är en urinsektsart som beskrevs av Fjellberg 1985. Mitchellania wallmoi ingår i släktet Mitchellania och familjen Hypogastruridae. Inga underarter finns listade i Catalogue of Life.